# Critics' Choice Movie Award du meilleur espoir

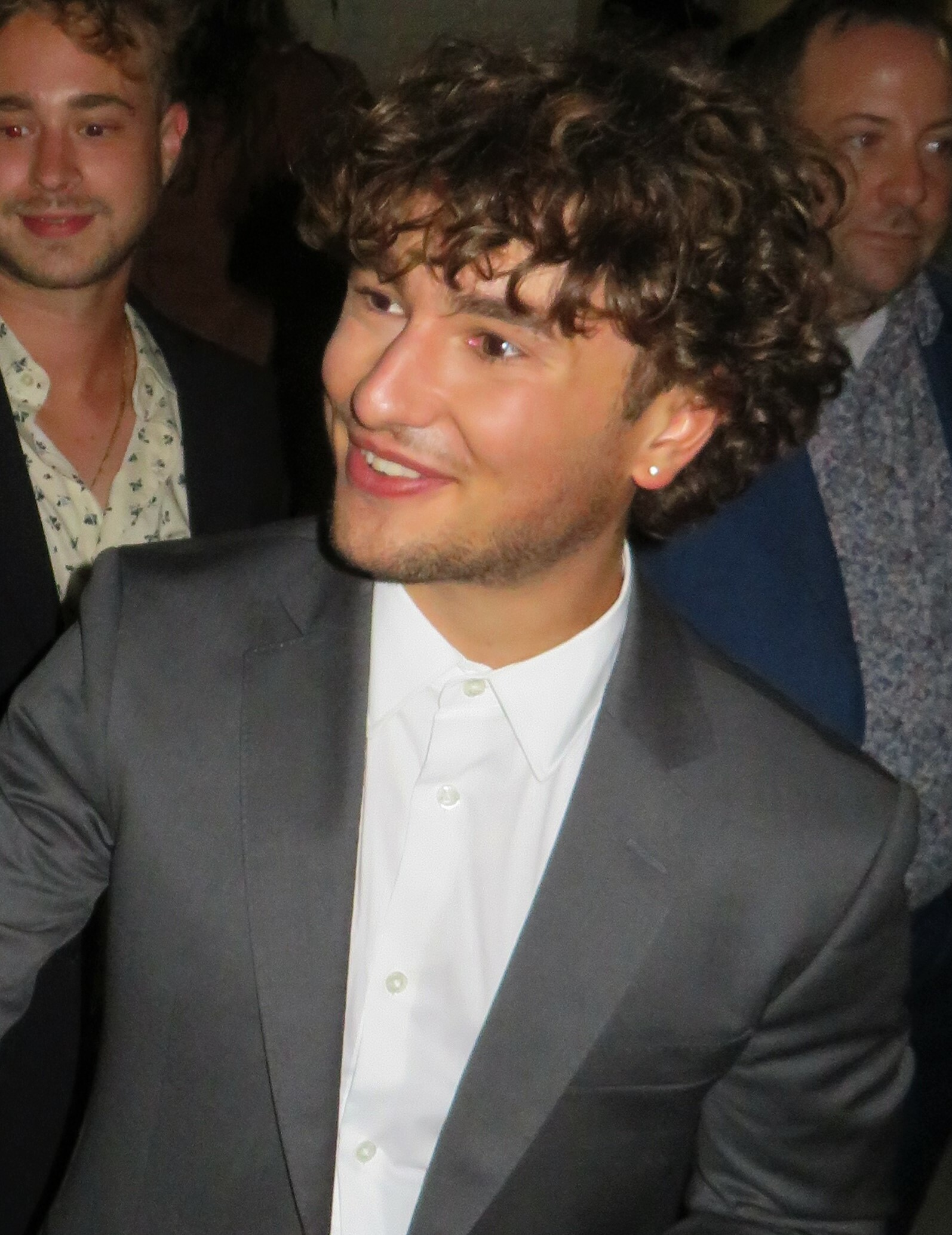
Lauréat 2022 : Gabriel LaBelle

Le Critics' Choice Movie Award du meilleur espoir (Broadcast Film Critics Association Award for Best Young Performer) est l'une des récompenses décernées aux professionnels de l'industrie du cinéma par le jury de la Broadcast Film Critics Association depuis 1997.

## Palmarès

### Années 1990
De 1997 à 2004 : Meilleure performance d'enfant
- 1997 : Jonathan Lipnicki pour le rôle de Ray Boyd dans Jerry Maguire
- 1998 : Jurnee Smollett pour le rôle d'Eve Batiste dans Le Secret du bayou (Eve's Bayou)
- 1999 : Ian Michael Smith pour le rôle de Simon Birch dans Simon Birch

### Années 2000
- 2000 : Haley Joel Osment pour le rôle de Cole Sear dans Sixième Sens (The Sixth Sense)

- 2001 : Jamie Bell pour le rôle de Billy Elliot dans Billy Elliot

- 2002 : Dakota Fanning pour le rôle de Lucy Diamond Dawson dans Sam, je suis Sam (I Am Sam)
  - Haley Joel Osment pour le rôle de  dans A.I. Intelligence artificielle (Artificial Intelligence: A.I.)
  - Daniel Radcliffe pour le rôle de  dans Harry Potter à l'école des sorciers (Harry Potter and the Philosopher's Stone)

- 2003 : Kieran Culkin pour le rôle de  dans Igby 
  - Tyler Hoechlin pour le rôle de David dans Les Sentiers de la perdition (Road to Perdition)
  - Nicholas Hoult pour le rôle de Marcus dans Pour un garçon (About a Boy)

- 2004 : Keisha Castle-Hughes pour le rôle de Paikea dans Paï (Whale Rider)
  - Evan Rachel Wood pour le rôle de Tracy Freeland dans Thirteen
  - Sarah Bolger pour le rôle de Christy dans In America
  - Emma Bolger pour le rôle d'Ariel dans In America

De 2005 à 2008 : Meilleur jeune acteur et Meilleure jeune actrice.
- 2005 :
  - Meilleur jeune acteur : Freddie Highmore pour le rôle de Peter Davies dans Neverland (Finding Neverland)
    - Liam Aiken pour le rôle de Klaus Baudelaire dans Les Désastreuses Aventures des orphelins Baudelaire (Lemony Snicket's A Series of Unfortunate Events)
    - Cameron Bright pour le rôle de Sean Conte (jeune) dans Birth
    - Daniel Radcliffe pour le rôle de Harry Potter dans Harry Potter et le Prisonnier d'Azkaban (Harry Potter and the Prisoner of Azkaban)
    - William Ullrich pour le rôle de Bobby (jeune) dans Beyond the Sea

  - Meilleure jeune actrice : Emmy Rossum pour le rôle de Christine Daaé dans Le Fantôme de l'Opéra (The Phantom of the Opera)
    - Emily Browning pour le rôle de Violette Baudelaire dans Les Désastreuses Aventures des orphelins Baudelaire (Lemony Snicket's A Series of Unfortunate Events)
    - Dakota Fanning pour le rôle de Pita dans Man on Fire
    - Lindsay Lohan pour le rôle de Cady Heron dans Lolita malgré moi (Mean Girls)
    - Emma Watson pour le rôle de Hermione Granger dans Harry Potter et le Prisonnier d'Azkaban (Harry Potter and the Prisoner of Azkaban)

- 2006 :
  - Meilleur jeune acteur : Freddie Highmore pour le rôle de Charlie dans Charlie et la Chocolaterie (Charlie and the Chocolate Factory)
    - Jesse Eisenberg pour le rôle de Walt Berkman dans Les Berkman se séparent (The Squid and the Whale)
    - Alex Etel pour le rôle de Damian dans Millions
    - Owen Kline pour le rôle de Frank Berkman dans Les Berkman se séparent (The Squid and the Whale)
    - Daniel Radcliffe pour le rôle de Harry Potter dans Harry Potter et la Coupe de feu (Harry Potter and the Goblet of Fire)

  - Meilleure jeune actrice : Dakota Fanning pour le rôle de Rachel Ferrier dans La Guerre des mondes (War of the Worlds)
    - Flora Cross pour le rôle de Eliza dans Les Mots retrouvés (Bee Season)
    - Georgie Henley pour le rôle de Lucy Pevensie dans Le Monde de Narnia : Le Lion, la Sorcière blanche et l'Armoire magique (The Chronicles of Narnia : The Lion, the Witch and the Wardrobe)
    - AnnaSophia Robb pour le rôle d'Opal dans Winn-Dixie mon meilleur ami (Because of Winn-Dixie)
    - Emma Watson pour le rôle de Hermione Granger dans Harry Potter et la Coupe de feu (Harry Potter and the Goblet of Fire)

- 2007 :
  - Meilleur jeune acteur : Paul Dano pour le rôle de Dwayne dans Little Miss Sunshine 
    - Cameron Bright pour le rôle de Joey Naylor dans Thank You for Smoking
    - Joseph Cross pour le rôle de Augusten Burroughs dans Courir avec des ciseaux (Running with Scissors)
    - Freddie Highmore pour le rôle de Max Skinner (enfant) dans Une grande année (A Good Year)
    - Jaden Smith pour le rôle de Christopher dans À la recherche du bonheur (Pursuit of Happyness)

  - Meilleure jeune actrice : Abigail Breslin pour le rôle d'Olive Hoover dans Little Miss Sunshine 
    - Ivana Baquero pour le rôle d'Ofelia dans Le Labyrinthe de Pan (El Laberinto del fauno)
    - Shareeka Epps (en) pour le rôle de Drey dans Half Nelson
    - Dakota Fanning pour le rôle de Fern Arable dans Le Petit Monde de Charlotte (Charlotte's Web)
    - Keke Palmer pour le rôle de Akeelah Anderson dans Les Mots d'Akeelah (Akeelah and the Bee)

- 2008 :
  - Meilleur jeune acteur : Ahmad Khan Mahmoodzada pour le rôle de Hassan dans Les Cerfs-volants de Kaboul (The Kite Runner)
    - Michael Cera pour le rôle de Paulie Bleeker dans Juno
    - Michael Cera pour le rôle d'Evan dans SuperGrave (Superbad)
    - Freddie Highmore pour le rôle d'August Rush dans August Rush
    - Edward Sanders pour le rôle de Toby dans Sweeney Todd : Le Diabolique Barbier de Fleet Street (Sweeney Todd: The Demon Barber of Fleet Street)

  - Meilleure jeune actrice : Nikki Blonsky pour le rôle de Tracy Turnblad dans Hairspray 
    - Dakota Blue Richards pour le rôle de Lyra Belacqua dans À la croisée des mondes : La Boussole d'or (His Dark Materials: The Golden Compass)
    - AnnaSophia Robb pour le rôle de Leslie Burke dans Le Secret de Terabithia (Bridge to Terabithia)
    - Saoirse Ronan pour le rôle de Briony Tallis (à 13 ans) dans Reviens-moi (Atonement)

Depuis 2009 : Meilleur espoir.
- 2009 : Dev Patel pour le rôle de Jamal Malik dans Slumdog Millionaire 
  - Dakota Fanning pour le rôle de Lily Owens dans Le Secret de Lily Owens (The Secret Life of Bees)
  - David Kross pour le rôle de Michael Berg (jeune) dans The Reader
  - Brandon Walters pour le rôle de Nullah dans Australia

### Années 2010
- 2010[1] : Saoirse Ronan pour le rôle de Susie Salmon dans Lovely Bones (The Lovely Bones)
  - Jae Head pour le rôle de Sean Tuohy Jr. dans The Blind Side
  - Bailee Madison pour le rôle de Isabelle Cahill dans Brothers
  - Max Records pour le rôle de Max dans Max et les maximonstres (Where The Wild Things Are)
  - Kodi Smit-McPhee pour le rôle du fils dans La Route (The Road)

- 2011[2] : Hailee Steinfeld pour le rôle de Mattie Ross dans True Grit
  - Elle Fanning pour le rôle de Cleo dans Somewhere
  - Jennifer Lawrence pour le rôle de Ree Dolly dans Winter's Bone
  - Chloe Moretz pour le rôle d'Abby dans Laisse-moi entrer (Let Me In) et pour le rôle de Hit-Girl dans Kick-Ass
  - Kodi Smit-McPhee pour le rôle d'Owen dans Laisse-moi entrer (Let Me In)

- 2012[3] : Thomas Horn pour le rôle d'Oskar Schell dans Extrêmement fort et incroyablement près (Extremely Loud and Incredibly Close)
  - Asa Butterfield pour le rôle de Hugo Cabret dans Hugo Cabret (Hugo)
  - Elle Fanning pour le rôle d'Ally Dainard dans Super 8
  - Ezra Miller pour le rôle de Kevin Khatchadourian  dans We Need to Talk about Kevin
  - Saoirse Ronan pour le rôle de Hanna Heller dans Hanna
  - Shailene Woodley pour le rôle d'Alex King dans The Descendants

- 2013[4] : Quvenzhané Wallis pour le rôle d'Hushpuppy dans Les Bêtes du sud sauvage (Beasts of the Southern Wild)
  - Elle Fanning pour le rôle de Ginger dans Ginger & Rosa
  - Kara Hayward pour le rôle de Suzy dans Moonrise Kingdom
  - Tom Holland pour le rôle de Lucas dans The Impossible (Lo impossible)
  - Logan Lerman pour le rôle de Charlie dans Le Monde de Charlie (The Perks of Being a Wallflower)
  - Suraj Sharma pour le rôle de Pi Patel dans L'Odyssée de Pi (Life Of Pi)

- 2014[5] : Adèle Exarchopoulos pour le rôle d'Adèle dans La Vie d'Adèle
  - Asa Butterfield pour le rôle d'Andrew « Ender » Wiggin dans La Stratégie Ender (Ender's Game)
  - Liam James pour le rôle de Duncan dans Cet été-là (The Way Way Back)
  - Sophie Nélisse pour le rôle de Liesel Meminger dans La Voleuse de livres (The Book Thief)
  - Tye Sheridan pour le rôle d'Ellis dans Mud : Sur les rives du Mississippi (Mud)

- 2015[6] : Ellar Coltrane pour le rôle de Mason Evans, Jr. dans Boyhood
  - Ansel Elgort pour le rôle d'Augustus Waters dans Nos étoiles contraires (The Fault in Our Stars)
  - Mackenzie Foy pour le rôle de Murphy Cooper dans Interstellar
  - Jaeden Lieberher pour le rôle d'Oliver Bronstein dans St. Vincent
  - Tony Revolori pour le rôle de Zero Moustafa dans The Grand Budapest Hotel
  - Quvenzhané Wallis pour le rôle d'Annie Bennett dans Annie
  - Noah Wiseman pour le rôle de Samuel dans Mister Babadook (The Babadook)

- 2016 : Jacob Tremblay pour le rôle de Jack Newsome dans Room
  - Abraham Attah pour le rôle d'Agu dans Beasts of No Nation
  - RJ Cyler pour le rôle d'Earl dans This Is Not a Love Story (Me and Earl and the Dying Girl)
  - Shameik Moore pour le rôle de Malcolm Adekanbi dans Dope
  - Milo Parker pour le rôle de Roger Munro dans Mr. Holmes

- 2017 : Lucas Hedges pour le rôle de Patrick Chandler dans Manchester by the Sea
  - Alex R. Hibbert pour le rôle de Chiron enfant dans Moonlight
  - Lewis MacDougall pour le rôle de Connor O'Malley dans Quelques minutes après minuit (A Monster Calls)
  - Madina Nalwanga pour le rôle de Phiona Mutesi dans Queen of Katwe
  - Sunny Pawar pour le rôle de Saroo Brierley enfant dans Lion
  - Hailee Steinfeld pour le rôle de Nadine Franklin dans The Edge of Seventeen

- 2018 : Brooklynn Prince pour le rôle de Moonee dans The Florida Project
  - Mckenna Grace pour le rôle de Mary Adler dans Mary (Gifted)
  - Dafne Keen pour le rôle de Laura Kinney / X-23 dans Logan
  - Millicent Simmonds pour le rôle de Rose dans Le Musée des Merveilles (Wonderstruck)
  - Jacob Tremblay pour le rôle d'August Pullman dans Wonder

- 2019 : Elsie Fisher pour le rôle de Kayla dans Eighth Grade
  - Thomasin McKenzie pour le rôle de Tom dans Leave No Trace
  - Ed Oxenbould pour le rôle de Joe Brinson dans Wildlife : Une saison ardente (Wildlife)
  - Millicent Simmonds pour le rôle de Regan Abbott dans Sans un bruit (A Quiet Place)
  - Amandla Stenberg pour le rôle de Starr Carter dans The Hate U Give
  - Sunny Suljic pour le rôle de Stevie « Sunburn » dans Mid-90s

### Années 2020
- 2020 : Roman Griffin Davis pour le rôle de Johannes « Jojo » Betzler dans Jojo Rabbit
  - Julia Butters pour le rôle de Trudi Fraser dans Once Upon a Time… in Hollywood
  - Shahadi Wright Joseph (en) pour le rôle de Zora Wilson / Umbrae dans Us
  - Noah Jupe pour le rôle de Otis Lort à 12 ans dans Honey Boy
  - Thomasin McKenzie pour le rôle de Elsa Korr dans Jojo Rabbit
  - Archie Yates (en) pour le rôle de Yorki dans Jojo Rabbit

- 2021 : Alan Kim (en) pour le rôle de David Yi dans Minari
  - Ryder Allen pour le rôle de Sam dans Palmer
  - Ibrahima Gueye pour le rôle de Momo dans La Vie devant soi (The Life Ahead)
  - Talia Ryder pour le rôle de Skylar dans Never Rarely Sometimes Always
  - Caoilinn Springall pour le rôle de Young Iris « Sully » Sullivan dans Minuit dans l'univers (The Midnight Sky)
  - Helena Zengel pour le rôle de Johanna Leonberger dans La Mission (News of the World)

- 2022 : Jude Hill pour le rôle de Buddy dans Belfast
  - Cooper Hoffman pour le rôle de Gary Valentine dans Licorice Pizza
  - Emilia Jones pour le rôle de Ruby Rossi dans Coda
  - Woody Norman pour le rôle de Jesse dans Nos âmes d'enfants (C'mon C'mon)
  - Saniyya Sidney pour le rôle de Venus Williams dans La Méthode Williams (King Richard)
  - Rachel Zegler pour le rôle de María Vasquez dans West Side Story

- 2023 : Gabriel LaBelle – The Fabelmans
  - Frankie Corio – Aftersun
  - Jalyn Hall – Emmett Till
  - Bella Ramsey – Catherine Called Birdy
  - Banks Repeta – Armageddon Time
  - Sadie Sink – The Whale

- 2024 : Dominic Sessa pour le rôle de Angus Tully dans Winter Break (The Holdovers)
  - Abby Ryder Fortson pour le rôle de Margaret Simon dans Dieu, tu es là ? C'est moi, Margaret (Are You There God? It's Me, Margaret.)
  - Ariana Greenblatt pour le rôle de Sasha Barbie
  - Calah Lane pour le rôle de Noodle dans Wonka
  - Milo Machado-Graner pour le rôle de Daniel Maleski dans Anatomie d'une chute
  - Madeleine Yuna Voyles pour le rôle de Alpha-Omega dans The Creator

- 2025 : Maisy Stella pour le rôle d'Elliott dans My Old Ass
  - Alyla Browne pour le rôle de la jeune Furiosa dans Furiosa : Une saga Mad Max (Furiosa: A Mad Max Saga)
  - Elliott Heffernan pour le rôle de George dans Blitz
  - Izaac Wang pour le rôle de Chris Wang dans Dìdi
  - Alisha Weir pour le rôle d'Abigail dans Abigail
  - Zoe Ziegler pour le rôle de Lacy Castro dans Janet Planet (en)

## Statistiques

### Nominations multiples
5 : Dakota Fanning
4 : Freddie Highmore
3 : Elle Fanning, Daniel Radcliffe, Saoirse Ronan
2 : Cameron Bright, Asa Butterfield, Michael Cera, Haley Joel Osment, AnnaSophia Robb, Kodi Smit-McPhee, Hailee Steinfeld, Jacob Tremblay, Quvenzhané Wallis, Emma Watson

### Récompenses multiples
2 : Dakota Fanning, Freddie Highmore